# I Wanna Be Where You Are
"I Wanna Be Where You Are" là ca khúc do Leon Ware và Arthur "T-Boy" Ross sáng tác cho Michael Jackson, người giúp ca khúc leo lên vị trí 16 trên bảng xếp hạng U.S. Hot 100 và thứ 2 trên bảng xếp hạng đĩa đơn U.S. R&B năm 1972.

## Danh sách track
- A. "I Wanna Be Where You Are" - 3:16
- B. "We've Got a Good Thing Going" - 2:59

## Bảng xếp hạng
| Bảng xếp hạng (1972)                 | Vị trí cao nhất |
| ------------------------------------ | --------------- |
| U.S. Billboard Hot 100               | 16              |
| U.S. Billboard Hot R&B/Hip-Hop Songs | 2               |
| U.S. Billboard Cash Box              | 7               |
| Turkey Singles Chart                 | 87              |